# Андрій Костянтинов
Андрій Костянтинов (пом. після 1796 року) — російський резидент у Кримському ханстві.

## Біографія
Був перекладачем при хані Шагін-Ґераї, коли він, виїхавши з Криму, жив у Полтаві. У 1777 році, коли Шагін-Ґерай був приз кримським ханом, був відправлений разом з ним до Криму і восени того ж року був призначений за хана резидентом у чині надвірного радника.
У 1777—1778 роках зносини з Кримом велися через генерал-поручника князя О. Прозоровського, який командував загоном російських військ, найближчим до Криму. Князь Прозоровський не вирізнявся дипломатичними здібностями і не зміг налагодити відносини з кримськими татарами, він постійно вступав у суперечки з Шагін-Ґераєм. Костянтинову доводилося вирішувати ці труднощі. Становище покращало, коли замість Прозоровського було призначено О. Суворов, який прибув на місце на початку травня 1778 року. Суворов став діяти спільно з Костянтиновим, пошановуючи його знання киримли і вміння мати із ними справу. При їх взаємодії вдалося закінчити згідно з бажаннями російського уряду виведення з Криму до Росії майже всіх християн, що жили в Криму. 28 березня 1778 П. Румянцев дав припис Костянтинову почати здійснювати цей задум. Після тривалої тяганини, при протидії хана, якому не хотілося втрачати стільки підданих, справа ця завершена за бажаннями Росії. "Вивід кримських християн закінчено! ", писав О Суворов П. Румянцеву від 18 вересня 1778 року, «обох статей вирушило в Азовську губернію 31 908 душ; залишилося зимувати в Єнікалі і Черкасі 288 душ. тут до 130 тисяч рублів, більше на прогони». Костянтинову випала частку велика і важка частина роботи з дипломатичного забезпечення виведення.
Інша справа, в якій довелося йому чимало докласти старань, були стосунки з ханом щодо визнання незалежності Криму Туреччиною. Шагін-Гірей очікував, що з визнанням цієї незалежності Росія надасть йому підтримку у приєднанні під його владу деяких кавказьких племен, або поверне Криму ті землі, які відійшли до Росії Кучук-Кайнарджійським миром і якими до того часу володіли кримські татари. Але Шагін-Ґерай не отримав бажаного. У нього виникло невдоволення, яке відбилося на Костянтинові: хан постійно особисто давав йому це відчувати і скаржився до Петербурга, звинувачуючи резидента в нешануванні себе, грубощі. У Петербурзі колись були дуже задоволені діями Константинова і неодноразово йому цього вказували.
Граф М. Панін вселяв йому, що необхідно надавати пошану хану і всім кримським татарам дати зрозуміти, що Росія поважає хана і розуміє, що створений нею уряд найкорисніший для Криму. Костянтинов виправдовувався, але зі свого боку висловлював втому від зносин з ханським урядом і висловлював бажання залишити свою посаду. Хан був також незадоволений тим, що Костянтинов довго не представляв йому офіційно вірчих грамот, за повідомленням про це до Петербурга грамоти були надіслані і 11 червня 1779 року Костянтинов мав урочисту аудієнцію і з того часу був вже офіційно резидентом. Але це покращило становище лише ненадовго, і 3 березня 1780 року Костянтинов був відкликаний із зарахуванням до Колегії закордонних справ; на виїзд йому надано було 2000 рублів. Вже 28 травня урочисту аудієнцію у хана мав статський радник П. Веселицький, який замінив Константинова зі званням надзвичайного посланця та повноважного міністра.
Перед від'їздом Костянтинова з Криму виявилося, що він взяв фіктивні векселі на одного з російських купців, які торгували в Криму, на велику суму. Було зрозуміло, що Костянтинов хотів незаконно нажитися. Попри зусилля Веселицького, справа розслідувалася у Харківському намісництві, результати її невідомі. Надалі Костянтинов перебував при канцелярії Колегії закордонних справ радником, здобув чин колезького радника.

## Нагороди
- Орден св. Володимира 4 ст.